# Picathartes gymnocephalus
El picatartes cuelliblanco (Picathartes gymnocephalus) o pavo calvo  es una especie de ave paseriforme de la familia Picathartidae que habita principalmente en las selvas de zonas altas y rocosas de África Occidental, desde Guinea hasta Ghana. Es un ave esbelta de tamaño medio con cuello, patas y cola largos. Su área de distribución está fragmentada, con poblaciones a menudo aisladas unas de otras. Generalmente elige vivir cerca de los arroyos y los oteros. No se reconocen subespecies, aunque se cree que forma una superespecie con el picatartes cuelligrís. El picatartes cuelliblanco tiene el plumaje de las partes superiores principalmente negruzco y las inferiores blancas. Usa su cola, que es parda e inusualmente larga y para equilibrarse, y sus caderas son muy musculosas. Su cabeza casi no tiene plumas, y muestra su piel de color amarillo intenso, excepto en dos grandes círculos negros situados tras los ojos. Aunque son aves generalmente silenciosas, se han registrado varios tipos de llamadas.
El picatartes cuelliblanco se alimenta principalmente de insectos, aunque alimenta a sus polluelos principalmente con pequeñas ranas. Una de sus estrategias alimentarias es seguir a las columnas de hormigas Dorylus para atrapar a los insectos que huyen de ellas. Los picatartes se trasladan por el bosque principalmente a saltos y con vuelos cortos entre la vegetación baja. Esta especie raramente vuela distancias largas. El picatartes cuelliblaco es monógamo y las parejas anidan tanto solas como en la vecindad de otras parejas, a veces en colonias que pueden contener hasta ocho nidos. Construyen sus nidos de barro en forma de cuenco adosados a las rocas, normalmente en el interior de cuevas. Suelen poner dos huevos dos veces al año. Aunque crían en colonias, el infanticidio es bastante común en esta especie, y los picatartes intentan matar a los pollos de otras parejas. Los polluelos se desarrollan aproximadamente en un mes. Es un ave longeva.
Esta especie está clasificada como vulnerable por su población fragmentada y en declive, amenazada por la destrucción de su hábitat. Están en marcha varias medidas de conservación en varias partes de su área de distribución, como la protección de su hábitat, campañas educativas, y leyes de protección. Algunos pueblos indígenas de Sierra Leona consideran que esta ave es un protector de la morada de los espíritus de los ancestros. Esta especie es considerada la más deseada de África por los observadores de África y es un símbolo del ecoturismo en su región nativa.

## Taxonomía

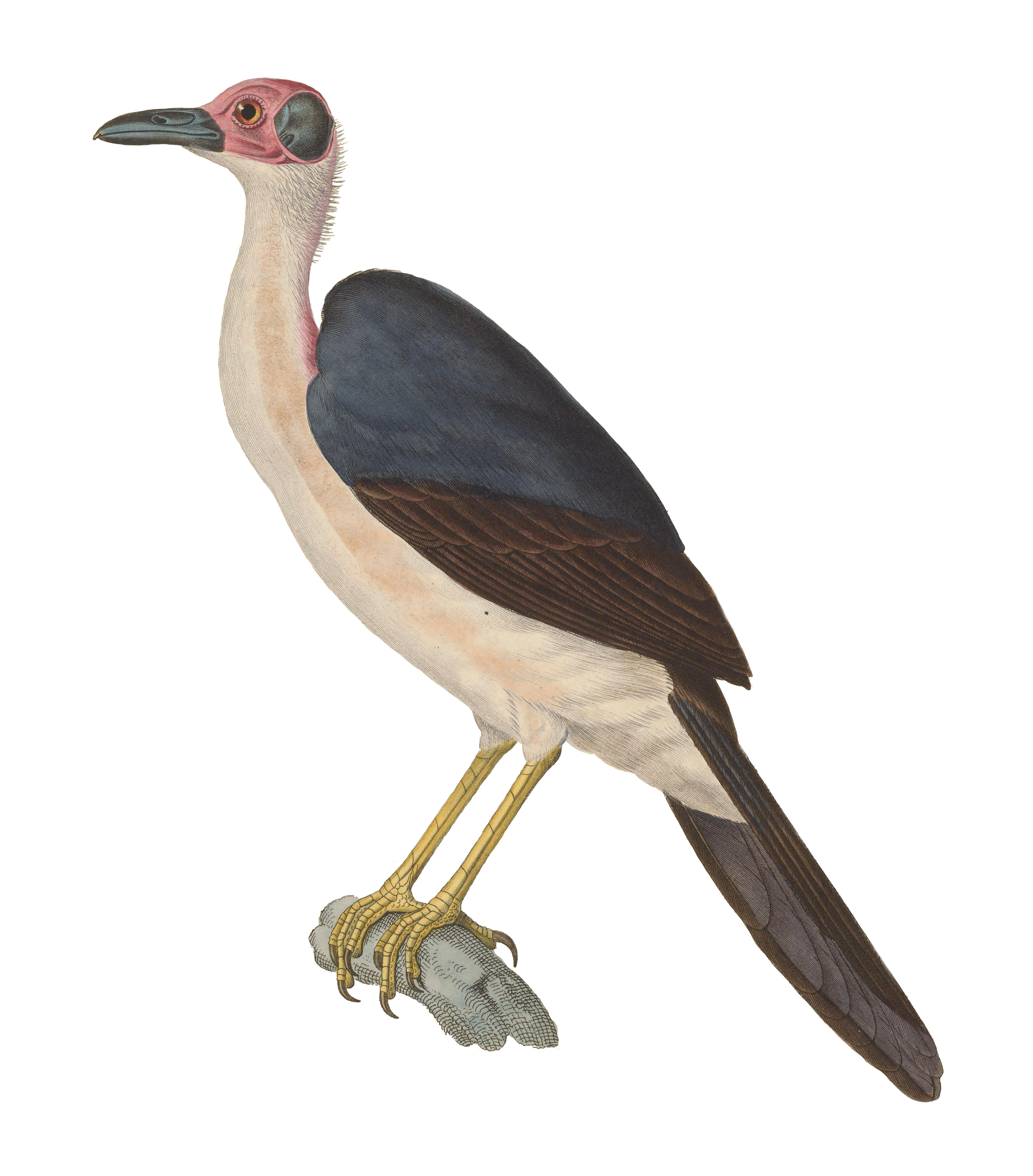
Ilustración del libro Nouveau recueil de planches coloriées d'oiseaux de Temminck (1838).

Esta especie fue descrita científicamente por Coenraad Jacob Temminck en 1825 a partir de un ave recolectada en la costa de Guinea. Publicó su descripción en el 2.º volumen de Nouveau recueil de planches coloriées d'oiseaux y nombrada como Corvus gymnocephalus, por lo que lo situaba en el género de los cuervos, Corvus. Su nombre específico proviene de las palabras griego gymnos «desnuda», y kephalē «cabeza». Pero solo tres años después René-Primevère Lesson lo sacó del género Corvus y lo situó en su propio género, Picathartes, por no compartir características comunes a todos los miembros de Corvus, como tener la cabeza emplumada. El nombre del género deriva de la combinación de las términos latinos de los géneros, Pica, de la urraca, y Cathartes, del buitre. Desde su descripción inicial picathartes ha sido situado en más de cinco familias diferentes, incluidos la de los cuervos (Corvidae), los estorninos (Sturnidae), los papamoscas (Muscicapidae), los timalies (Timaliidae) y las currucas (Sylviidae). Actualmente se considera que el picatartes cuelliblanco y su pariente cercano el picatartes cuelligrís forman su propia familia, Picathartidae. También se ha sugerido, aunque no aceptado generalizadamente, que podrían representar los supervivientes de un antiguo orden de aves. Recientes análisis de ADN han desvelado que sus parientes más cercanos son los saltarrocas del sur de África y la zordala colilarga del sudesteasiático, con los que formaría un clado. El análisis indica que el picatartes se habría separado del ancestro común del clado hace 44 millones de años. Se cree que los ancestros de este clado se originaron en Australia y se extendieron por África. Aunque se cree que el picatartes cuelliblanco no tiene subespecies, se considera que forma una superespecie con el picatartes cuelligrís, siendo el plumaje y el patrón facial las principales diferencias entre las dos especies.

## Descripción

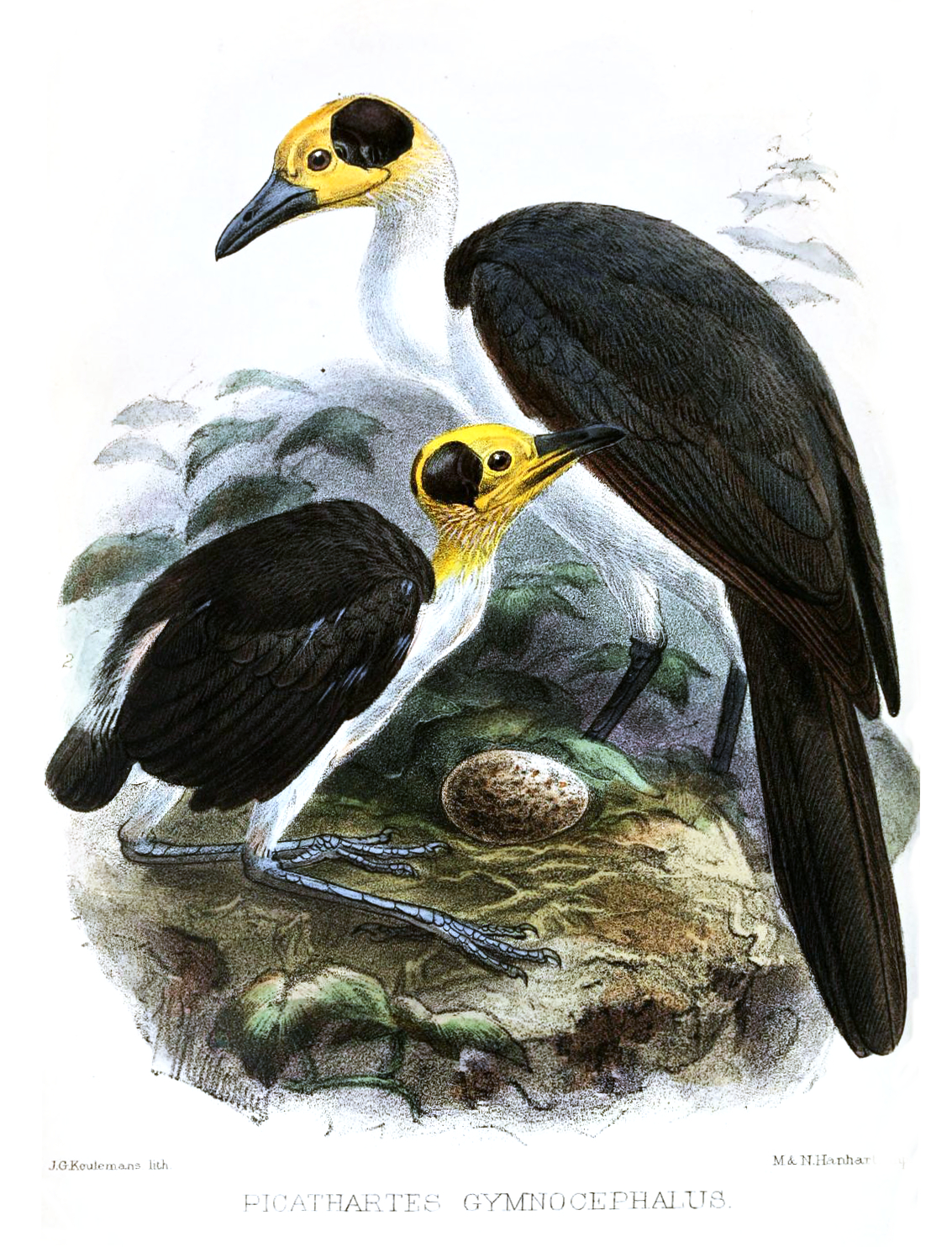
Adulto (derecha) y juvenil (izquierda) con un huevo.

El picatartes cuelliblanco mide entre 38 y 41 cm de longitud, contando con su larga cola que contribuye con unos 18 cm. Los adultos muestran poco dimorfismo sexual en el plumaje por lo que los sexos no pueden diferenciarse por su apariencia. Los adultos no tienen plumas en la cabeza, a excepción de la barbilla y la garganta, y una fina capa de plumón en la frente. La piel de la cabeza es de color amarillo intenso menos en dos manchas circulares oscuras localizadas justo tras los ojos y que abarcan los oídos, solo una fina franja de dos 2 mm de piel amarilla separa las dos manchas negras. Los dos círculos negros tienen los bordes prominentes y una apariencia distinta al resto de la cara. Los párpados y el anillo periocular forman una fina línea negra que rodea sus grandes ojos de color pardo oscuro. Su pico es robusto, desproporcionadamente grande y negro. El pico es de apariencia similar al de un cuervo, tiene el maxilar superior ligeramente curvada hacia abajo y mide unos 30 mm de largo. La barbilla y la garganta están cubiertas de plumas blancas como su cuello largo y esbelto. La nuca también está cubierta de plumas blancas, mientras que la parte posterior del cuello está casi desnuda, dejando al descubierto su piel amarillo anaranjada. La parte superior de su manto es negra lisa y se va aclarando ligeramente hacia la parte trasera. Las caderas del picatartes son muy musculosas y le ayudan en su estilo de vida parcialmente terrestre. Su espalda, obispillo y parte inferior de la cola son de color gris azulado, mientras que el resto de la cola es parda oscura. Sus alas también son de color pardo oscuro y de tamaño medio. Sus partes inferiores son blanquecinas siendo de color más crema la parte superior del pecho. Con luz tenue el picatartes cuelliblanco parece que es del todo negro por encima y blanco por debajo. Sus patas son azules y relativamente largas. En general su plumaje es suave y de plumas largas. Los adultos pesan entre 200 y 250 gramos.
Los polluelos nacen ciegos y desnudos, con la piel parda oscura en las partes superiores y rosada traslúcida en las inferiores, y con el interior del pico de color rojo anaranjado. Tras unos días el interior del pico cambia de color a naranja amarillento intenso. Tras la eclosión, la piel de su cabeza es toda amarilla, sin las manchas negras de los adultos, y no les habrá salido hasta que no quede una semana para abandonar el nido. Un inmaduro de picatartes de cuatro semanas es muy similar a un adulto, pero sus partes inferiores son más sedosas y de color más anteado que las de los adultos, su cuello tiene menos plumas, y el amarillo de su cabeza es más claro. Destaca que su cola es significativamente más corta que la de los adultos.
Aunque se han registrado varios tipos de llamadas, los picatartes cuelliblancos normalmente son aves silenciosas. Sus llamadas se han comparado con los cacareos de las gallinas, ya que producen ocho notas constantes de tipo "chuk-chuk-chuk" o "chup-chup-chup" cada cinco segundos. Generalmente su llamada dura al menos un minuto. Se ha sugerido que esta llamada podría ser un auténtico canto, pero necesita más investigaciones asegurarlo. La llamada de alarma del picatartes consiste en uno o más sonidos frecuentes, descritos como continuos, agudos y guturales similares a "ow, ow, ow". También se sabe que los adultos y los juveniles producen una llamada prolongada de tipo "owooh". Además los polluelos emiten silbidos agudos y trémulos como llamada de contacto.

## Distribución y hábitat

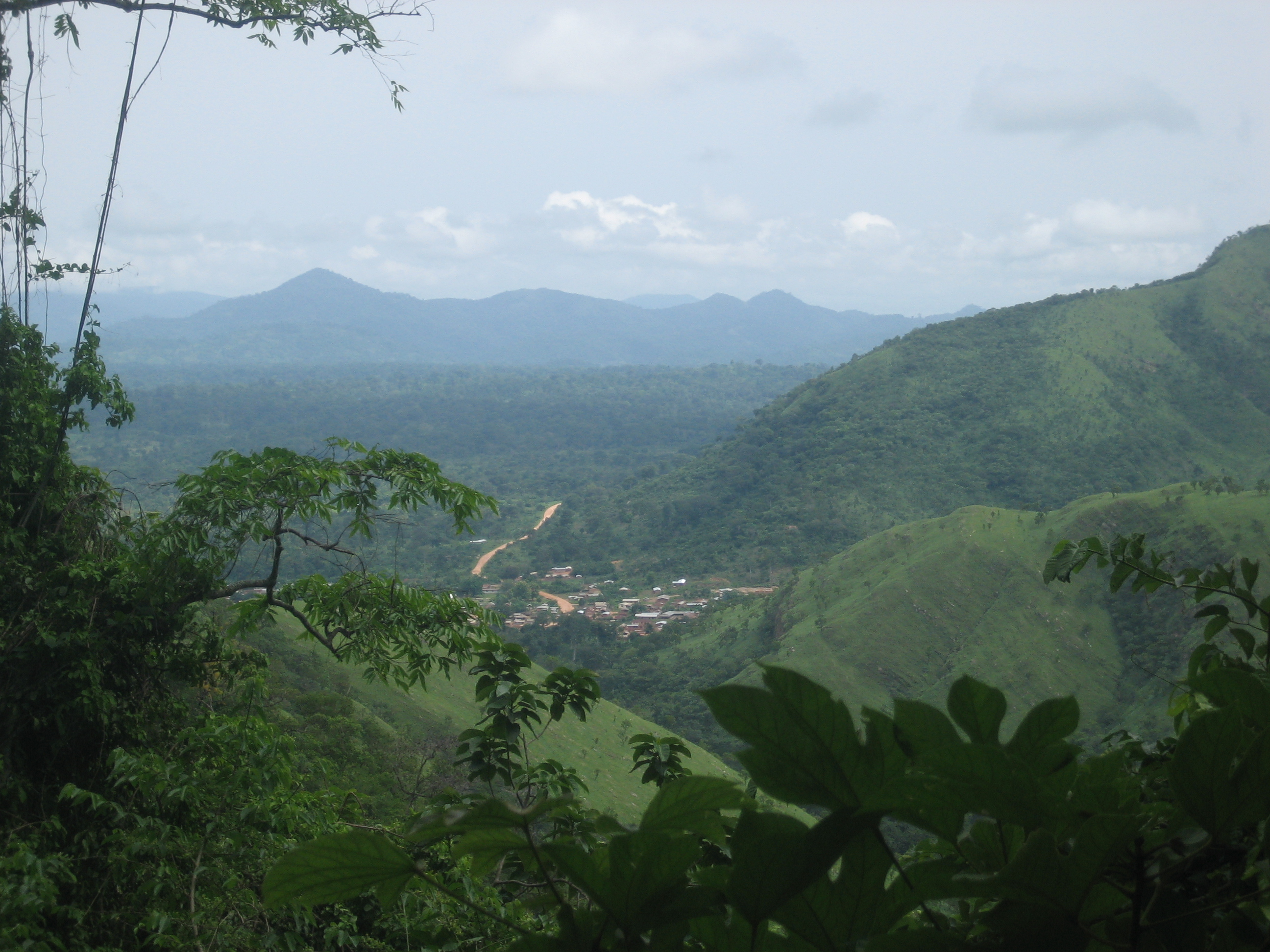
Región ganesa de Volta es un área de anidamiento.

Esta especie se encuentra solo en África Occidental desde Guinea hasta Ghana. Es común en el sureste de Guinea, y se extiende por Sierra Leona excepto su zona norte y noroeste, y por Liberia excepto en su norte y noreste. En Costa de Marfil en la actualidad se restringe a las regiones fronterizas con Guinea y Liberia. El picatartes cuelliblanco también vive en Ghana, donde es poco común y se encuentra localizado en el centro sur del país. El área de distribución total del picatartes cuelliblanco ocupa aproximadamente 391.000 km². Sin embargo, la especie se encuentra en poblaciones de baja densidad dispersas por todo esta amplia área de distribución. La especie no migra, pero se dispersa ampliamente tras la época de cría.
El picatartes cuelliblanco vive laderas escarpadas tanto con bosques primarios como secundarios. Estas selvas generalmente están cubiertas de rocas y se encuentran en montes bajos de hasta 800 m. El picatartes cuelliblanco a veces habita cerca de los arroyos y ríos para tener disponibilidad de barro para la construcción de su nido. Las colonias generalmente se encuentran a unos 100 metros de un arroyo. Además esta especie muestra preferencia por vivir cerca de los oteros. Los picatartes ocasionalmente se ven en bosques parcialmente aclarados y cerca de las ciudades, pero es algo infrecuente. Los censos recientes han mostrado que nidos abandonados de picatartes se encuentran con más probabilidad en los bosques secundarios o sus cercanías.

## Comportamiento
El picatartes generalmente se mantiene entre la vegetación baja o el suelo cerca de sus cuarteles de cría. Se mueve rápidamente a través del bosque principalmente mediante series de saltos y brincos, seguidos de una pausa antes de reanudar su movimiento. Usa su cola para equilibrarse mientras atraviesa el bosque. También vuelan a baja altitud en distancias cortas entre las lianas y los árboles, y raramente vuela largas distancias. Esta especie puede desaparecer fácilmente de la vista entre las enredaderas o las rocas. Es capaz de dar grandes saltos, llegando a veces a los 6 metros desde el suelo de la cueva hasta su nido, usando solo parcialmente sus alas.
Se creía que los picatartes raramente se aventuraban lejos de sus territorios de cría, sin embargo nuevos datos sugieren que la especie tiene un área de distribución más amplia de lo que antes se pensaba. Se sabe que continúan descansando en su nido tiempo después de su época de cría. Normalmente estas aves están a solas o en parejas, aunque a veces viven en grupos de tres a cinco individuos. Generalmente eluden en silencio cualquier movimiento inusual en su bosque. Sin embargo, si estas aves saben que están siendo observadas pueden ser bastante curiosas y ocasionalmente pueden acercarse a los observadores. Una de las exhibiciones del picatartes implica a varias aves de la colonia que forman un círculo irregular. Los individuos corren hacia los demás, haciendo que el ave al que se aproximan retroceda ligeramente antes de perseguir al ave que cargó contra ella u otra del círculo. A intervalos durante esta exhibición un picatartes se inclina en una rama, metiendo su cabeza entre las patas y con las alas medio desplegadas, mostrando su píleo a los demás picatartes. Se cree que este comportamiento muestra la intención del picatartes de descansar en grupo, y recientes pruebas indican que la exhibición podría tener relación con la cría. Es una especie longeva. Para rascarse la cabeza esta ave levanta la pata por encima de sus alas.

### Alimentación

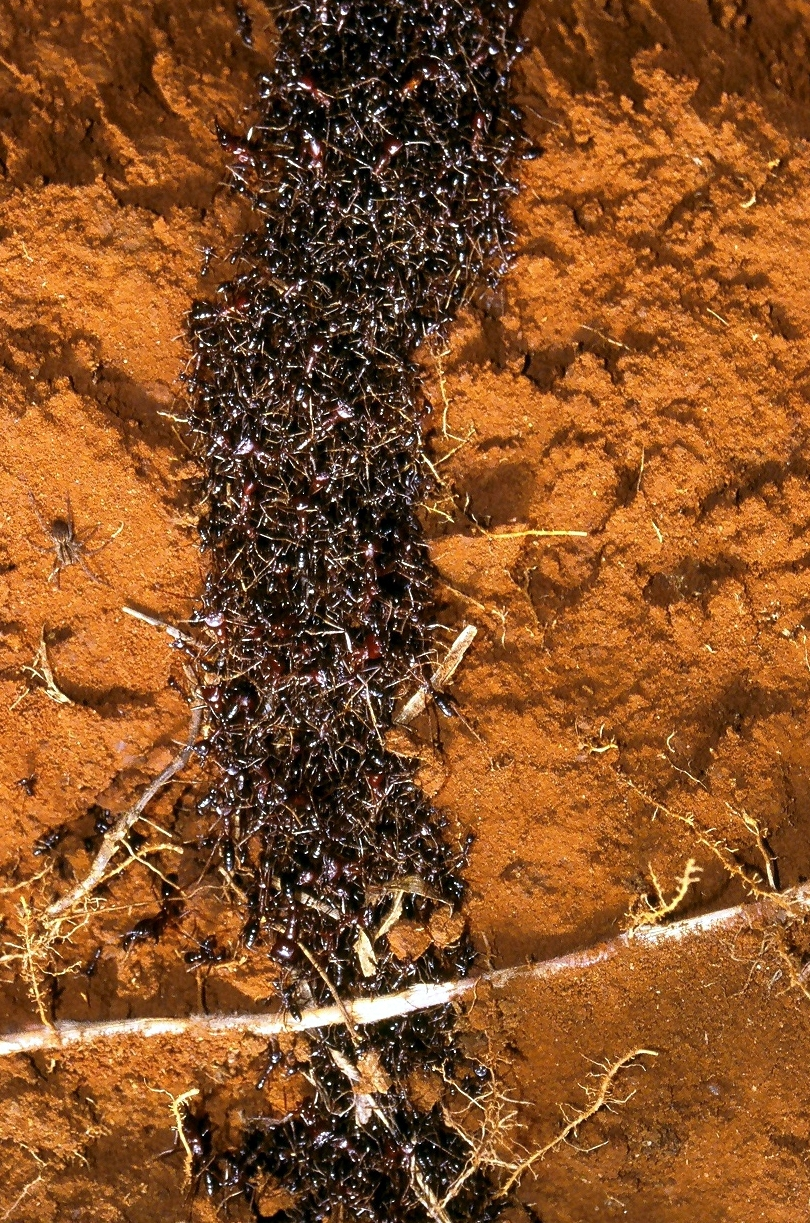
Una columna de hormigas Dorylus, espanta las posibles presas.

El picatartes cuelliblanco busca alimento por las laderas de los montes en las rocas con musgo y enredaderas y los árboles cubiertos de lianas y musgos colgante. Ocasionalmente busca en las cercanías de los arroyos o incluso en el arroyo mismo, como prueba que aparezcan restos de cangrejos en sus deposiciones. Mientras busca alimento en el suelo los picatartes picotean entre la hojarasca y la revuelven con el pico. Se alimenta en bandadas mixtas siguiendo por el suelo la cabecera de las tropas de hormigas Dorylus junto a aletes, bulbuless y  zorzales de Finsch, para atrapar insectos que huyen de las hormigas. También se ha observado a picatartes saltar desde el suelo para atrapar presas en vuelo.
Su dieta es variada y diversa, permitiéndole tener cierto grado de adaptibilidad respecto a la comida. Este picatartes se alimenta principalmente de insectos, como larvas de cucarachas, saltamontes longicórneos, tijeretas, hormigas de los géneros Pachycondyla y Dorylus, escarabajos elatéridoss del género Psephus y termitas. Además de insectos, se les ha observado alimentándose de milpiés, ciempiés, caracoless, lombrices y ocasionalmente de ranas y lagartijas. Cuando alimentan a sus polluelos los picatartes atrapan principalmente lombrices, pequeñas ranas, lagartijas, siendo los vertebrados el principal aporte de biomasa de la alimentación de los jóvenes. Además los picatartes ocasionalmente comen materia vegetal, normalmente angiospermas y musgos.

### Reproducción
El picatartes cuelliblanco cría principalmente en cuevas y las parejas pueden anidar solos o en pequeñas colonias. La especie es monógama y aunque se desconoce su comportamiento de cortejo, cría únicamente con su pareja a pesar de indicaciones del pasado de cría cooperativa. El picatartes cuelliblanco tiene dos temporadas de cría al año, aunque varían dependiendo de la localización de las aves y cuando se produzca la temporada de lluvias, ya que el anidamiento se produce justo antes y después de ella con una separación media de 127 días. El picatartes suele reutilizar su nido y generalmente lo repara entre dos y ocho semanas antes de poner los huevos. Los ejemplares de Guinea crían entre julio y enero, mientras que los de Sierra Leona crían de noviembre a febrero y de abril a octubre. En Liberia la época de cría es de septiembre a diciembre y de marzo a julio. Los picatartes de Ghana crían de mayo a junio y de septiembre a noviembre. Las cuevas donde crían normalmente están desocupadas fuera de la época de cría, por lo que el inicio de su uso se considera el primer signo de apareamiento. Las colonias de cría suelen tener entre dos y cinco nidos, aunque una colonia llegó a tener quince nidos. Además de las aves reproductoras a veces hay en ellas picatartes no reproductores. Estas aves ocasionalmente intentan cometer infanticidios para conseguir acceso a los principales sitios de anidamiento o al apareamiento. Los individuos de estas colonias suelen perseguirse unas a otras en círculos, incluso en las copas de los árboles, una ubicación rara para esta especie.
El picatartes cuelliblanco construye su nido de barro mezclado con diversas cantidades de fibras vegetales, algo poco usual para un ave de la selva. Recolectan el barro junto a los río y arroyos con el que dan forma a un cuenco profundo de paredes gruesas pegado a las paredes o techos de una cueva, un acantilado o una gran roca aproximadamente entre los 2 y 4 m del suelo. Estas rochas deben tener alguna concavidad que ofrezca protección al nido de la lluvia. Suelen forrar el interior del cuenco con fibras de floema y raíces de plantas. Las cuevas donde anidan los picatartes cuelliblancos normalmente están poblados de avispas, y los nidos de las avispas de 2 o 3 cm de largo a menudo se encuentran incrustados en los nidos de los picatartes. Se cree que para construir sus nidos en los muros lisos de las cuevas el picatartes usa los nidos de las avispas como núcleo sobre el que construir alrededor. Los nidos de los acantilados siempre están distantes de las plantas. Ambos miembros de la pareja contribuyen en la construcción del nido, alternándose el trabajo de recolectar los materiales mientras el otro da forma al nido. A veces tragan el barro y lo regurgitan antes de usarlo. Aunque casi todos los nidos de picatartes se encuentran en cuevas y acantilados, hay algunos registros de nidos en taludes fluviales y en troncos de árboles caídos. Los nidos generalmente se construyen con al menos un metro de separación, pero en una colonia había seis nidos pegados unos a otros. Los nidos también varían mucho en tamaño, aunque la media es de 108 mm, 172 mm de ancho y 129 mm de profundidad. Se creía que cada pareja construía dos nidos, uno para criar y otro para descansar, sin embargo, los últimos censos no han encontrado pruebas en este sentido, y todos los nidos de la colonia se usaban para la cría.

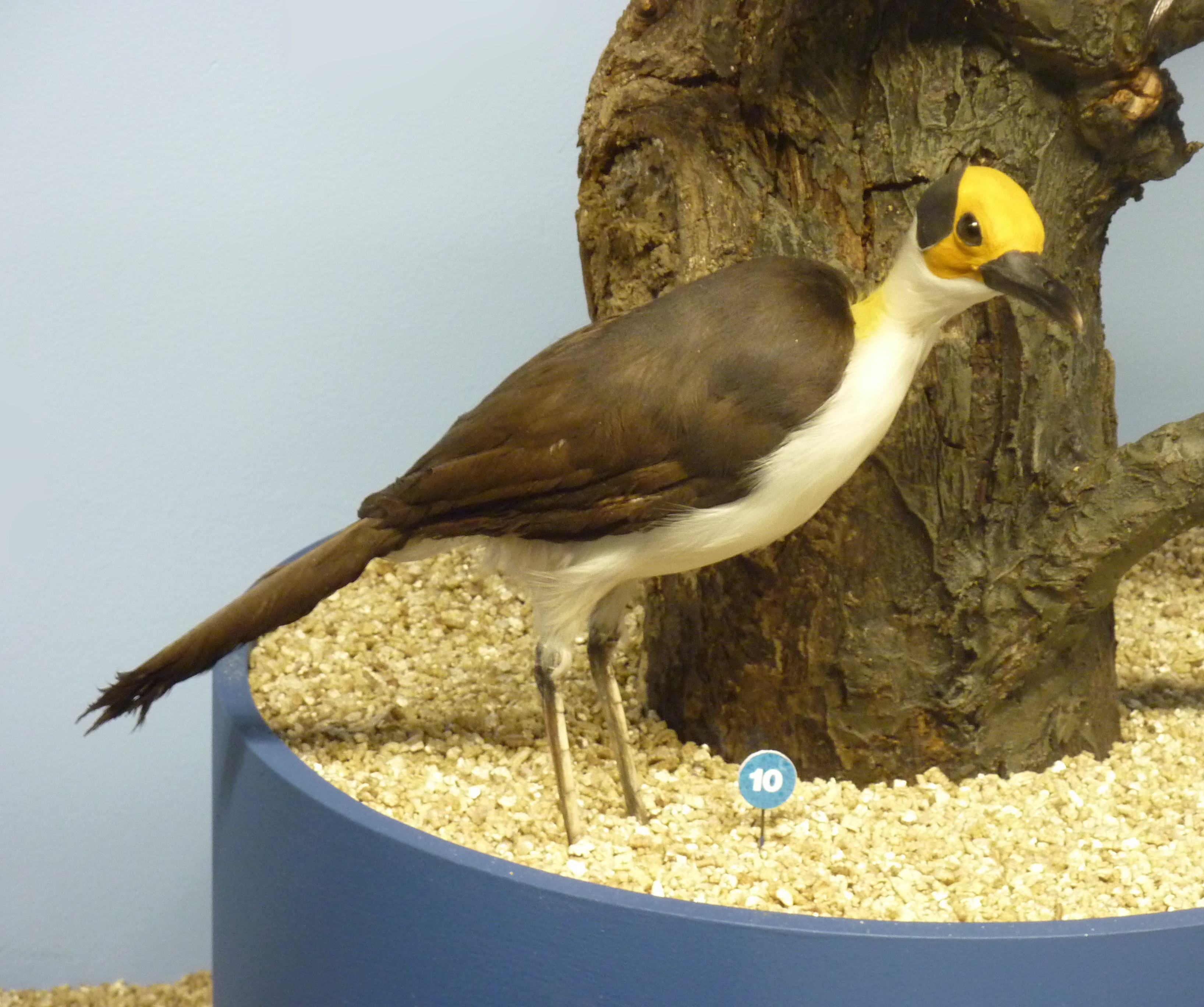
Adulto disecado en un museo.

En cada nido suelen poner uno o dos huevos, con una separación de uno o dos días. El huevo pesa unos 14,5 g y tienen un tamaño medio de 25,8x38.3 mm. Los huevos son de color blanquecino con motas oscuras salpicados por toda su superficie pero con mayor densidad en el extremo ancho. La incubación empieza tras la puesta del primer huevo y dura entre 23 y 28 días. Los progenitores se turnan para incubar los huevos. La eclosión normalmente dura al menos 12 horas. Los polluelos de picatartes abren los ojos entre el noveno y undécimo día, y las plumas empiezan a crecer a los siete días tras la eclosión. Tras el nacimiento, los pollos son alimentados casi cada cuatro veces en una hora. Para alimentar a los polluelos los adultos se mantienen agarrados a los lados del nido aleteando, algunos individuos usan su cola como apoyo. Se sabe que los picatartes matan a los pollos de otros picatartes, y además los nidos sufren la predación de las cobras del género Naja, varanos del Nilo, ardillas Heliosciurus, azores de Toussenel y monos Procolobus. Eso causa que solo el 44% de los pollos de  picatartes cuelliblanco sobrevivan. Debido al posible infanticidio realizado por otros picatartes los padres protegen sus nidos y se producen luchas feroces. Aunque raro entre otras especies de aves, este comportamiento prevalece en los picatartes cuelliblanco. No se entiende completamente, pero se cree que se produce a causa de la competencia por los recursos o la selección sexual. Los jóvenes dejan el nido tras 23 y 27 días, y en este momento tienen un aspecto similar a los adultos aunque con la cola más corta. Cuando los polluelos van a dejar el nido se mantienen en el borde, emiten un silbido agudo y planean hasta el suelo con las alas extendidas, donde se encuentra con un adulto que lleva insectos. Incluso tras dejar el nido los juveniles regresan al nido para dormir con sus padres.

## Relación con los humanos
En la tradición de los indígenas de Sierra Leona se creía que las formaciones rocosas  a menudo extrañas donde viven los picatartes cuelliblancos eran la morada de los espíritus de los ancestros. Al vivir allí se les consideraba guardianes del lugar proporcionando así un respeto por la especie que persiste incluso al haber prácticamente desaparecido las creencias que lo sustentaban. Sin embargo, en algunas regiones sus costumbres discretas y hábitats inaccesibles hacen que sea desconocido para la población local. En cambio, los cazadores nómadas de Liberia a veces atrapan a los pollos para comérselos. A causa de la singularidad de esta especie se convirtió en un símbolo del ecoturismo y la conservación de la selva de la región en la década de 1990. El picatartes cuelliblanco ha sido representado en varios sellos postales de Ghana y Sierra Leona. Debido a su estraña apariencia y comportamiento, y la dificultad para verlos esta ave se considera se considera especialmente fascinante para los observadores de aves. Esta especie es considerada una de las cinco aves más deseadas por los ornitólogos en África.
Esta especie además ayudó a lanzar la carrera de David Attenborough en 1954, cuando realizó su programa de televisión Zoo Quest.  Su presentador Jack Lester tenía que viajar a África y se grabarían sus intentos por capturar varios animales para la exhibición en los zoos, siendo el principal objetivo del programa el picatartes cuelliblanco. Pero cayó enfermo y Attenborough tomó su puesto, con lo que se hizo famoso y así empezó su carrera como narrador de documentales.

### Conservación

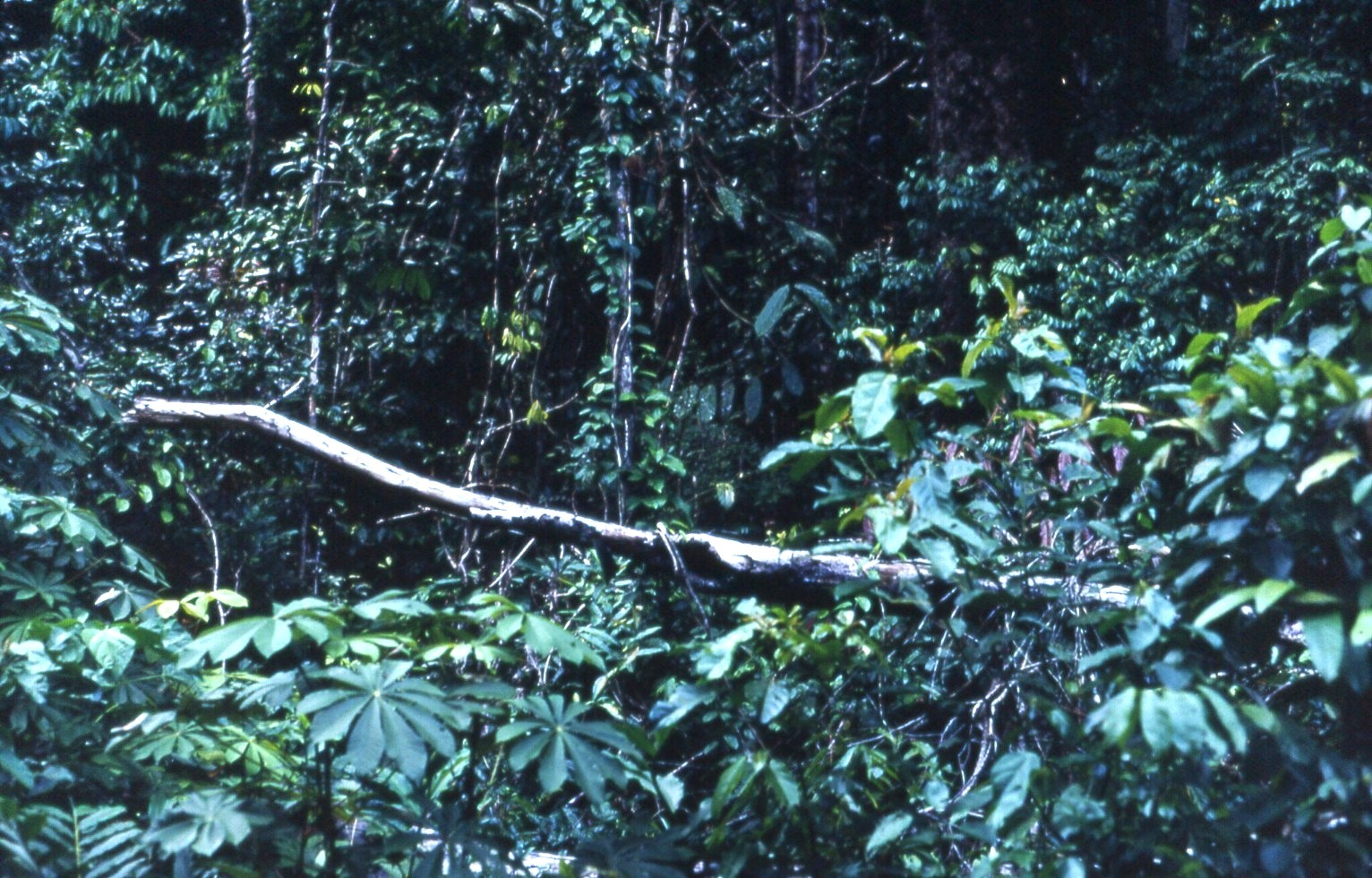
Pluviselva de Liberia.

Esta especie es considerada Vulnerable por la UICN debido a su área de distribución está muy fragmentada, su población se reduce y su hábitat se destruye. Se considera menos frecuente y más amenazado que su pariente el picatartes cuelligris. El bastión de la especie está en Sierra Leona y el sur de Guinea, donde esta ave es todavía localmente común aunque difícil de localizar. Se estima que solo quedan entre 2.500 y 10.000 picatartes cuelliblancos con una población en declive y diseminada por unos 32 lugares conocidos. Sin embargo, la mayoría de los que estudian esta especie creen que la población es mucho menor del máximo de 10.000 individuos. Muchas de sus colonias actualmente se aproximan a la población mínima necesaria para garantizar una viabilidad a largo plazo sin endogamia. Su principal amenaza es la destrucción de su hábitat por la explotación comercial de la madera. Aunque el picatartes cuelligris es capaz de aguantar cierta alteración de su hábitat circundante, como demostró una colonia que sobrevivió completamente rodeada por plantaciones de cacao, las perturbaciones del hábitat probablemente tiene un impacto negativo en su éxito reproductivo. La mayoría de las colonias que quedan en Guinea, Sierra Leona y Costa de Marfil están en terrenos protegidos, mientras que las colonias de Liberia y Ghana están principalmente en terreno no protegido. En parte para proteger a esta especie, Sierra Leona recientemente elevó la protección del bosque de Gola convirtiéndolo en su segundo parque nacional, parque nacional de Gola, y anunciando que el país intentaba trabajar con Liberia para formar un parte transnacional que protegiera la selva de Gola. A cambio de la pérdida de derechos madereros, Sierra Leona compensó a los locales con carreteras y renovaciones en las escuelas, entrenamiento adicional de los oficiales de la policía, y la construcción de iglesias y una mezquita. Liberia ha expresado su deseo de expandir su sistema de parques nacionales, lo que ayudaría a proteger la especie. En Guinea, los bosques de esta ave están siendo talados para convertirlos en campos de arroz para colonos emigrados del seco norte del país.
En Sierra Leona, Liberia y Ghana existen leyes para proteger a esta especie, pero su ejecución es mínima. El tráfico internacional de picatartes cuelliblancos está regulado actualmente por el apéndice I del CITES. Además en 2004 BirdLife International elaboró un plan de acción internacional para proporcionar estrategias de protección para esta especie. El plan se centra en censar los hábitats que quedan, aumentar la preocupación de la población local, y limitar la continua destrucción de su hábitat. En 2006, BirdLife International recibió una veca de 19.900$ del fondo de conservación de la vida salvaje de Disney Wildlife para poner en marcha este plan. Surveys conducted with this funding have resulted in the discovery of additional populations in Sierra Leone. También se han entrenado guardabosques para proteger la reserva del área forestal occidental de Sierra Leona. Este plan, junto a la apariencia y hábitos inusuales de esta ave, la han convertido en especie bandera de la conservación del hábitat en África y en particular de la selva húmeda guineana.
Hasta 2003 se creía que la especie estaba extinta en Ghana. La mayoría de los emplazamientos de Ghana eran reservas forestales donde se hacían talas periódicamente. Fuera de la reserva, la quema de arbustos y la minería de oro y otros metales amenazaban los hábitats que quedaban. Tras el redescubrimiento de la especie en Ghana, la sociedad de vida salvaje de Ghana empezó un censo y poner en marcha medidas de conservación.
En las décadas de 1950 y 1960 su captura para ser exhibidas en los zoos era su principal amenaza, y en Liberia en particular esta práctica destruyó varias colonias de esta ave. Los indígenas atrapaban picatartes mediante el uso de trampas, mientras que los cazadores de Guinea, que todavía cazaban roedores y  damanes en las colonias de cría de esta ave, a veces capturaban picatarstes por la noche. En Costa de Marfil a veces los cazadores de murciélagos atrapaban algún espécimen de picatartes. La mayoría de las aves recolectadas de la naturaleza moría en 24 horas. A pesar de que se exhibían unos 70 picatartes cuelliblandos en los zoos en la década de 1970, la reproducción en cautividad era rara y no se formaron poblaciones cautivas estables. A pesar de que los zoos tuvieron limitados éxitos, al menos uno consiguió criar a mano un picatartes cuelliblanco. No ha habido ningún picatartes fuera de África desde 1998, al menos hasta 2002.